# UCI Oceania Tour 2014
Navigation
Édition précédente Édition suivante
L'UCI Oceania Tour 2014 est la dixième édition de l'UCI Oceania Tour, l'un des cinq circuits continentaux de cyclisme de l'Union cycliste internationale. Il est composé de six compétitions organisées du 29 janvier au 22 février 2014 en Océanie.

## Calendrier des épreuves

### Janvier
| Date | Course                    | Pays             | Classe | Vainqueur    | Équipe           |
| ---- | ------------------------- | ---------------- | ------ | ------------ | ---------------- |
| 29-2 | New Zealand Cycle Classic | Nouvelle-Zélande | 2.2    | Michael Vink | Budget Forklifts |

### Février
| Date | Course                                            | Pays      | Classe | Vainqueur       | Équipe                               |
| ---- | ------------------------------------------------- | --------- | ------ | --------------- | ------------------------------------ |
| 5-9  | Herald Sun Tour                                   | Australie | 2.1    | Simon Clarke    | Orica-GreenEDGE                      |
| 20   | Championnats d'Océanie - contre-la-montre         | Australie | CC     | Joseph Cooper   | Équipe nationale de Nouvelle-Zélande |
| 20   | Championnats d'Océanie - contre-la-montre espoirs | Australie | CC     | Harry Carpenter | Équipe nationale d'Australie         |
| 22   | Championnats d'Océanie - course en ligne          | Australie | CC     | Luke Durbridge  | Équipe nationale d'Australie         |
| 22   | Championnats d'Océanie - course en ligne espoirs  | Australie | CC     | Robert Power    | Équipe nationale d'Australie         |

## Classements finals
| #   | Coureur               | Pays             | Pts |
| 1.  | Robert Power *        | Australie        | 70  |
| 2.  | Michael Vink          | Nouvelle-Zélande | 66  |
| 3.  | Brenton Jones         | Australie        | 45  |
| 4.  | Bernard Sulzberger    | Australie        | 40  |
| 5.  | James Oram *          | Nouvelle-Zélande | 38  |
| 6.  | Jack Haig *           | Australie        | 38  |
| 7.  | Robert-Jon McCarthy * | Australie        | 36  |
| 8.  | Neil van der Ploeg    | Australie        | 34  |
| 9.  | William Clarke        | Australie        | 26  |
| 10. | Tommy Nankervis       | Australie        | 25  |

| #   | Équipe                     | Pays        | Pts |
| 1.  | Avanti Racing              | Australie   | 174 |
| 2.  | Drapac                     | Australie   | 156 |
| 3.  | Budget Forklifts           | Australie   | 118 |
| 4.  | An Post-ChainReaction      | Irlande     | 44  |
| 5.  | Rapha Condor JLT           | Royaume-Uni | 40  |
| 6.  | Bissell Development        | États-Unis  | 38  |
| 7.  | Madison Genesis            | Royaume-Uni | 26  |
| 8.  | OCBC Singapore Continental | Singapour   | 17  |
| 9.  | Synergy Baku Project       | Azerbaïdjan | 9   |
| 10. | UnitedHealthcare           | États-Unis  | 5   |

| #  | Pays             | Pts   |
| 1. | Australie        | 1 332 |
| 2. | Nouvelle-Zélande | 511   |

| #  | Pays (U23)       | Pts |
| 1. | Australie        | 800 |
| 2. | Nouvelle-Zélande | 127 |